# 将棋所
将棋所（しょうぎどころ）は、江戸時代の将棋の家元（名人を世襲し、大橋家・大橋分家・伊藤家が襲位していた）が名乗っていた称号である。名人家は寺社奉行の管轄下にあった。かつては将棋所という公式な役職が存在したと考えられていたが、近年の研究では公職ではなく家元の自称にすぎなかったとされている。

## 沿革
徳川家康は囲碁と将棋を愛好し、囲碁・将棋の上手に俸禄を支給した。はじめは碁将棋所として本因坊算砂がつとめていたとされるが、慶長17年（1612年）に将棋所が碁所から独立し、初代大橋宗桂が最初の将棋所となったとされる。日本将棋連盟ではこの年を宗桂の名人襲位の年としている。しかし増川宏一は、この時期にはまだ、「名人」「碁所」「将棋所」いずれの名称も存在していないとして、のちの時代の囲碁家・将棋家のものたちによる、自分たちの権威をあげたいと考えた、伝聞を元にした創作だとしている。
増川宏一『将棋Ⅱ』（法政大学出版局）では、慶長17年（1612年）段階では個人への扶持が発生したのみであり、家元の「家」への家禄が発生したのが1635年（寛永12年）、碁打ち・将棋指しが寺社奉行の管轄下になったのが1662年（寛文2年）とされている。
将棋所は江戸幕府の崩壊まで続き、将棋所、および将棋家元三家には幕府から俸禄が支給された。そのかわりに、将棋所は門下のものから将棋の上手を出し、将軍の御前で将棋を指すようになった（御城将棋）。
明治維新後は、幕府や新政府から俸禄が支給されることもなくなり、幕府の支えを失った将棋所も消滅することになった。名人の世襲もなくなり、明治時代には推薦制、昭和に入って実力名人制に移行していった。

## 「将棋所」の実際
長らく「将棋所」は江戸幕府から公式に認められた役職であると考えられてきたが、近年再発見され、1981年に大橋家の末裔から日本将棋連盟に寄贈された「大橋家文書」によると、将棋所は幕府との連絡役を務める将棋家の代表が独自に名乗っていた称号であったことが明らかになっている。
明和元年（1764年）に寺社奉行が大橋家当主の八代大橋宗桂に将棋所が正式な官職であるかどうか問うたところ、八代宗桂は自分たちで名乗っている称号であると答えたという（同席した碁家の井上因碩も、「碁所」について、同様の回答をした）。また、寛政9年（1797年）には将棋所が俸禄の支給の際に「将棋所」を名乗って扶持米を受け取ろうとしたものの、将棋所は正式な役職ではないとされ、寺社奉行から「将棋の者」と改めるように指示されている。

## 御城将棋
御城将棋（おしろしょうぎ）とは、江戸時代の将棋所が毎年1度、江戸城内で公務として行っていた対局のこと。開始当初は時期が不定であったが、後に制度化され、徳川吉宗の代の享保元年（1716年）から、大坂冬の陣の吉例にちなんで「御城碁」とともに、旧暦11月17日に行われるようになった（11月17日開催の由来については、「寛永の御吉例」（家光将軍時代に毎年11月に上覧退去を行ったこと）及び「徳川家康の月命日が17日だったから」という説もある）。現在では新暦の11月17日が「将棋の日」とされている。
将棋所の唯一の公務であったため、従来は将軍の面前での御前試合のような位置づけであり、御城将棋に参加した将棋指しはいかなる理由があろうと退席はできない（「親の死に目に会えない」）ものと考えられてきたが、近年発見された大橋家文書などの資料に基づく研究により、これらの考えが必ずしも正しくないことがわかってきた。
建前としては「将軍の御前で技芸を披露する」となっているが、将軍が観戦に訪れることはほとんどなく、老中がごく短い時間観戦する程度であった。また、その日の内に勝負を終わらせるしきたりとなっていたが、初期の頃は定刻までに勝負がつかないこともしばしばで、そのときは老中の家に移って指し継がれることとなっていた。老中側も公務を妨げられることから、煩雑を避けるためにも、元禄のころからは事前に指しておくようになり、城内ではその手順を再現する「儀式」と化していった。
御城将棋自体は儀式化されたが、対局後に「お好み」として将棋所が将軍や仕える武士への指導対局を行うようになり、江戸幕府の崩壊まで継続することになった。元治元年（1864年）に御城将棋・御城碁は中止となり、その歴史を閉じた。
1981年に竣工した旧関西将棋会館の5階は、この故事にちなみ、江戸城で御城将棋の開催場所として使われていた「御黒書院」を模したつくりとなっていた。2024年に竣工した現在の関西将棋会館も同様となっている。